# Ficinia distans
Ficinia distans är en halvgräsart som beskrevs av Charles Baron Clarke. Ficinia distans ingår i släktet Ficinia och familjen halvgräs. Inga underarter finns listade i Catalogue of Life.